# Isla Shag
Isla Shag är en ö i Argentina.   Den ligger i provinsen Santa Cruz, i den södra delen av landet, 1 600 km söder om huvudstaden Buenos Aires. Arean är 0,12 kvadratkilometer.
Terrängen på Isla Shag är mycket platt. Öns högsta punkt är 4 meter över havet.